# Auriébat
Auriébat est une commune française située dans le nord du département des Hautes-Pyrénées, en région Occitanie. Sur le plan historique et culturel, la commune est dans le pays de Rivière-Basse, qui s’allonge dans la moyenne vallée de l’Adour, à l’endroit où le fleuve marque un coude pour s’orienter vers l’Aquitaine.
Exposée à un climat océanique altéré, elle est drainée par le canal d'Alaric, l'Estéous, le Larté, le ruisseau de la Côte et par divers autres petits cours d'eau.
Auriébat est une commune rurale qui compte 239 habitants en 2022, après avoir connu un pic de population de 1 150 habitants en 1836. Elle fait partie de l'aire d'attraction de Maubourguet. Ses habitants sont appelés les Auriavatois ou  Auriavatoises.

## Géographie

### Localisation
La commune d'Auriébat se trouve dans le département des Hautes-Pyrénées, en région Occitanie.
Elle se situe à 29 km à vol d'oiseau de Tarbes, préfecture du département, et à 5 km de Maubourguet, bureau centralisateur du canton du Val d'Adour-Rustan-Madiranais dont dépend la commune depuis 2015 pour les élections départementales.
La commune fait en outre partie du bassin de vie de Maubourguet.
Les communes les plus proches sont : 
Sauveterre (2,7 km), Armentieux (2,9 km), Estirac (4,5 km), Maubourguet (5,1 km), Ladevèze-Ville (5,2 km), Monfaucon (5,3 km), Saint-Justin (5,3 km), Lafitole (5,3 km).
Sur le plan historique et culturel, Auriébat fait partie du pays de Rivière-Basse, qui s’allonge dans la moyenne vallée de l’Adour, à l’endroit où le fleuve marque un coude pour s’orienter vers l’Aquitaine.
| Labatut-Rivière | Armentieux (Gers) | Marciac (Gers)      |
| Estirac         | Auriébat          | Saint-Justin (Gers) |
| Maubourguet     | Sauveterre        |                     |

### Paysages et relief

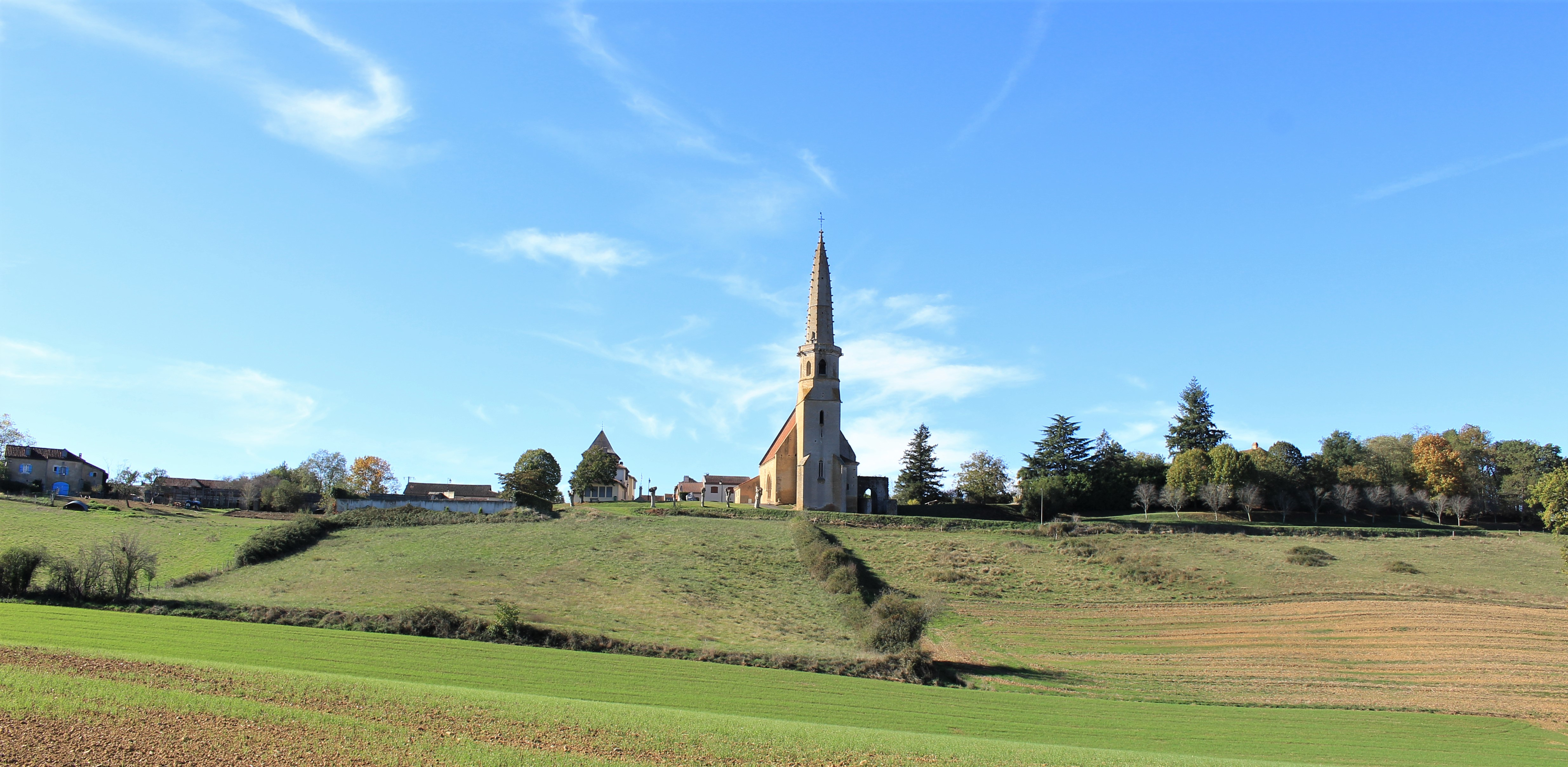
Vue d'Auriébat.

### Hydrographie
Le Larté, ruisseau affluent de rive gauche de l'Arros, traverse la commune en partie est et forme une partie de la limite est avec la commune de Marciac dans le Gers.
     
Le ruisseau de l'Estéous (affluent droit de l'Adour) traverse la commune du sud au nord et forme une partie de la limite ouest avec la commune de Maubourguet.
Le canal d'Alaric traverse la commune du sud au nord en partie ouest.
     
Le ruisseau de Lauzue du canal d'Alaric arrose la commune du sud au nord en direction du ruisseau de l'Estéous.
     
Le ruisseau de la Côte, qui prend sa source sur la commune, l'arrose du sud au nord en direction du département du Gers.

### Climat
Le climat est tempéré de type océanique, en raison de l'influence proche de l'océan Atlantique situé à peu près 150 km plus à l'ouest. La proximité des Pyrénées fait que la commune profite d'un effet de foehn, il peut aussi y neiger en hiver, même si cela reste inhabituel.
| Mois                              | jan.  | fév.  | mars  | avril | mai   | juin  | jui.  | août  | sep.  | oct.  | nov.  | déc.  | année   |
| --------------------------------- | ----- | ----- | ----- | ----- | ----- | ----- | ----- | ----- | ----- | ----- | ----- | ----- | ------- |
| Température minimale moyenne (°C) | 0,6   | 1,3   | 2,7   | 5,2   | 8,3   | 11,6  | 14,1  | 13,9  | 11,7  | 8     | 3,6   | 1,3   | 6,9     |
| Température moyenne (°C)          | 5,3   | 6,1   | 7,8   | 10    | 13,3  | 16,7  | 19,3  | 19    | 17,2  | 13,3  | 8,5   | 5,8   | 11,9    |
| Température maximale moyenne (°C) | 9,9   | 11    | 12,9  | 14,8  | 18,3  | 21,7  | 24,5  | 24    | 22,6  | 18,6  | 13,4  | 10,4  | 16,8    |
| Ensoleillement (h)                | 108,8 | 118,8 | 155,6 | 157,2 | 181,3 | 191,5 | 215,5 | 196,4 | 194,5 | 164,4 | 124,4 | 104,4 | 1 912,8 |
| Précipitations (mm)               | 112,8 | 97,5  | 100,2 | 105,7 | 113,6 | 80,7  | 57,3  | 70,3  | 71    | 85,2  | 93    | 112,1 | 1 099,4 |

### Milieux naturels et biodiversité
Aucun espace naturel présentant un intérêt patrimonial n'est recensé sur la commune dans l'inventaire national du patrimoine naturel,,.

## Urbanisme

### Typologie
Au 1er janvier 2024, Auriébat est catégorisée commune rurale à habitat très dispersé, selon la nouvelle grille communale de densité à sept niveaux définie par l'Insee en 2022.
Elle est située hors unité urbaine. Par ailleurs la commune fait partie de l'aire d'attraction de Maubourguet, dont elle est une commune de la couronne,. Cette aire, qui regroupe 13 communes, est catégorisée dans les aires de moins de 50 000 habitants,.

### Occupation des sols
L'occupation des sols de la commune, telle qu'elle ressort de la base de données européenne d’occupation biophysique des sols Corine Land Cover (CLC), est marquée par l'importance des territoires agricoles (87,6 % en 2018), en diminution par rapport à 1990 (88,6 %). La répartition détaillée en 2018 est la suivante : 
terres arables (62,8 %), zones agricoles hétérogènes (24,8 %), forêts (12,3 %), milieux à végétation arbustive et/ou herbacée (0,1 %).
L'IGN met par ailleurs à disposition un outil en ligne permettant de comparer l’évolution dans le temps de l’occupation des sols de la commune (ou de territoires à des échelles différentes). Plusieurs époques sont accessibles sous forme de cartes ou photos aériennes : la carte de Cassini (XVIIIe siècle), la carte d'état-major (1820-1866) et la période actuelle (1950 à aujourd'hui).

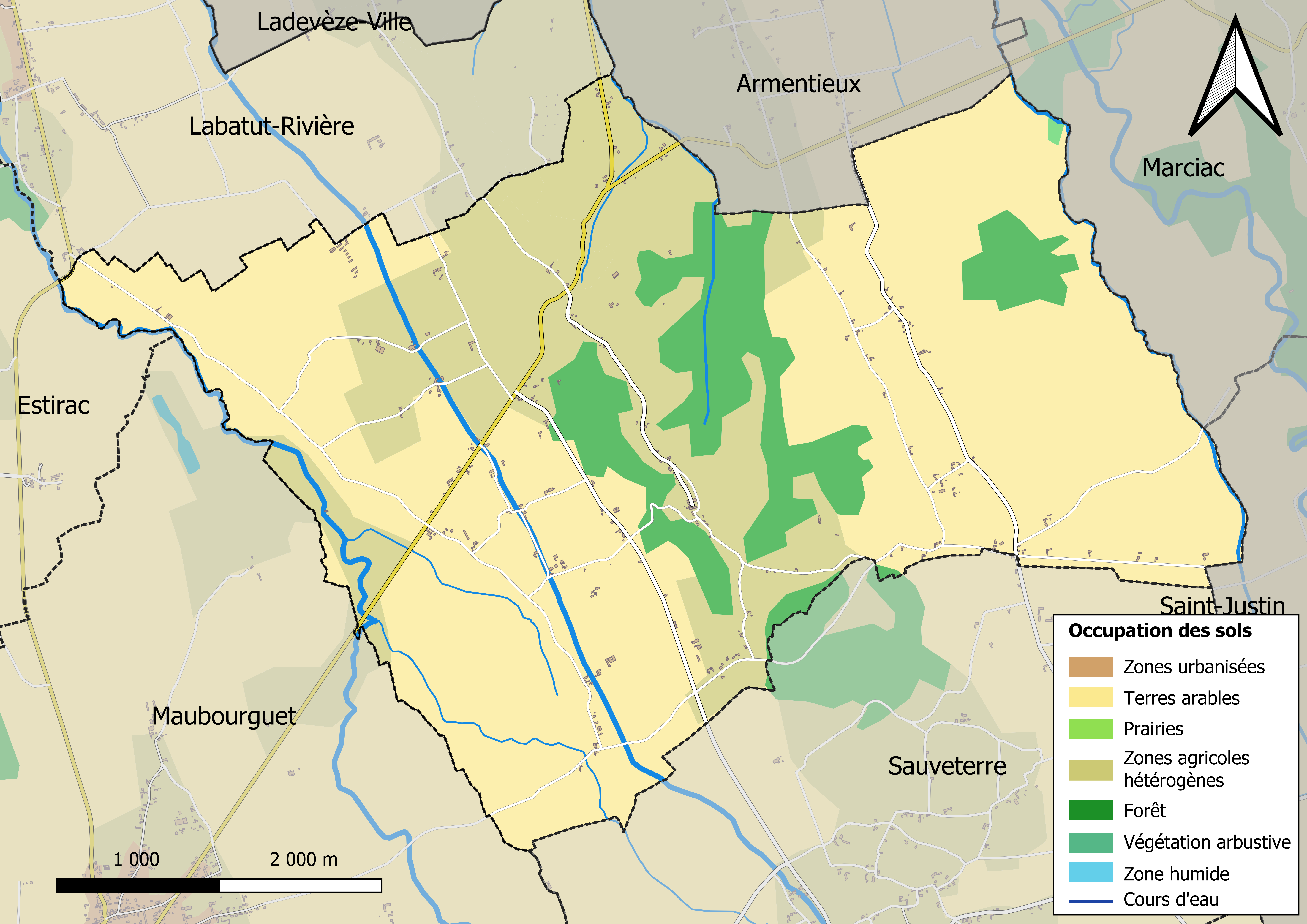
Carte des infrastructures et de l'occupation des sols en 2018 (CLC) de la commune.
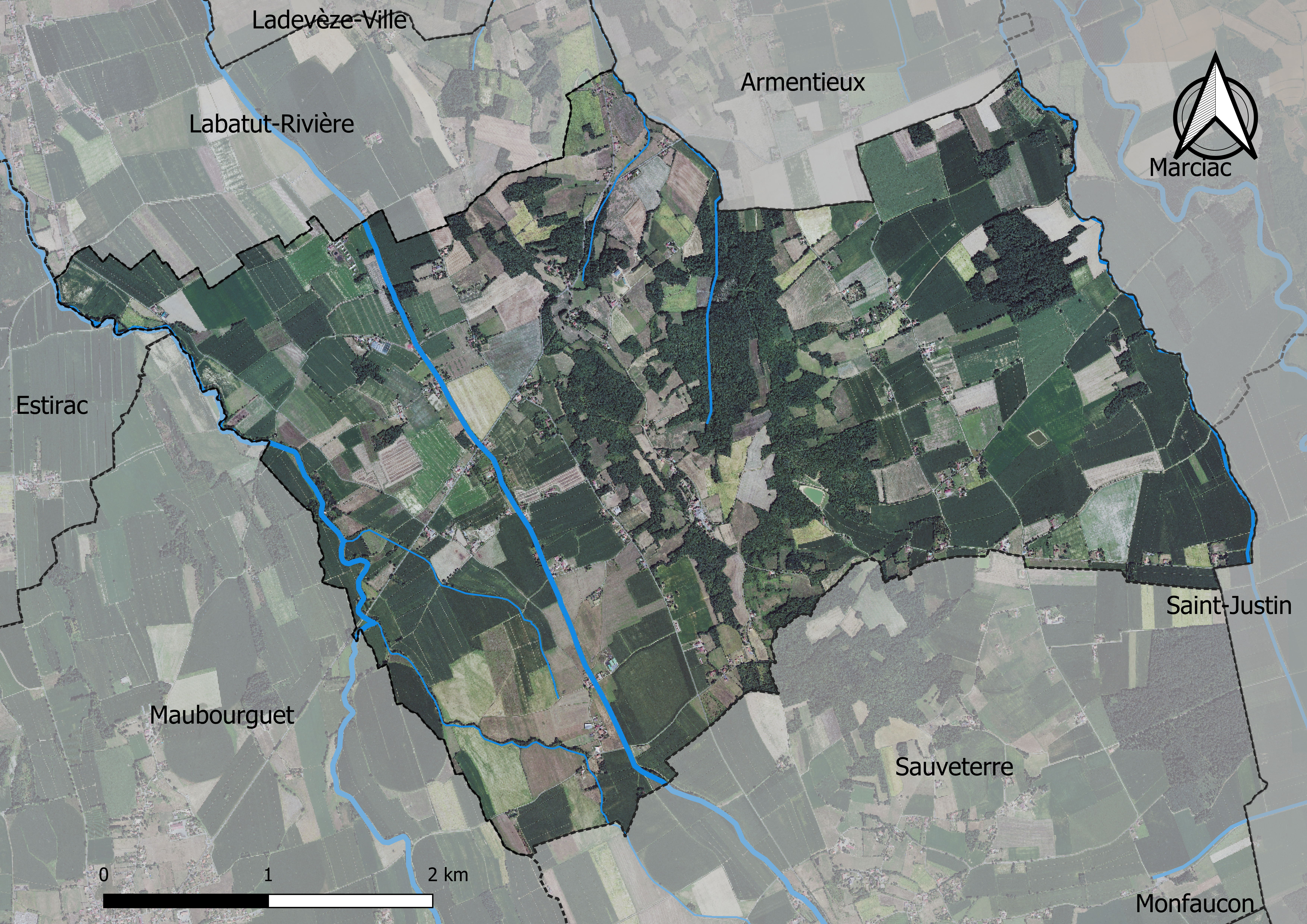
Carte orthophotogrammétrique de la commune.

### Logement
En 2012, le nombre total de logements dans la commune est de 150.

Parmi ces logements, 79.1  % sont des résidences principales, 11.7  % des résidences secondaires et 9.2  % des logements vacants.

### Voies de communication et transports
Cette commune est desservie par la route départementale D 943 et par les routes départementales D 5 et D 31.

### Risques majeurs
Le territoire de la commune d'Auriébat est vulnérable à différents aléas naturels : météorologiques (tempête, orage, neige, grand froid, canicule ou sécheresse), inondations, mouvements de terrains et séisme (sismicité faible). Un site publié par le BRGM permet d'évaluer simplement et rapidement les risques d'un bien localisé soit par son adresse soit par le numéro de sa parcelle.
Certaines parties du territoire communal sont susceptibles d’être affectées par le risque d’inondation par débordement de cours d'eau, notamment le canal d'Alaric, l'Estéous et le Larté. La cartographie des zones inondables en ex-Midi-Pyrénées réalisée dans le cadre du XIe Contrat de plan État-région, visant à informer les citoyens et les décideurs sur le risque d’inondation, est accessible sur le site de la DREAL Occitanie. La commune a été reconnue en état de catastrophe naturelle au titre des dommages causés par les inondations et coulées de boue survenues en 1982, 1990, 1996, 1999 et 2009,.
Auriébat est exposée au risque de feu de forêt. Un plan départemental de protection des forêts contre les incendies a été approuvé par arrêté préfectoral le 21 avril 2020 pour la période 2020-2029. Le précédent couvrait la période 2007-2017. L’emploi du feu est régi par deux types de réglementations. D’abord le code forestier et l’arrêté préfectoral du 27 octobre 2014, qui réglementent l’emploi du feu à moins de 200 m des espaces naturels combustibles sur l’ensemble du département. Ensuite celle établie dans le cadre de la lutte contre la pollution de l’air, qui interdit le brûlage des déchets verts des particuliers. L’écobuage est quant à lui réglementé dans le cadre de commissions locales d’écobuage (CLE).

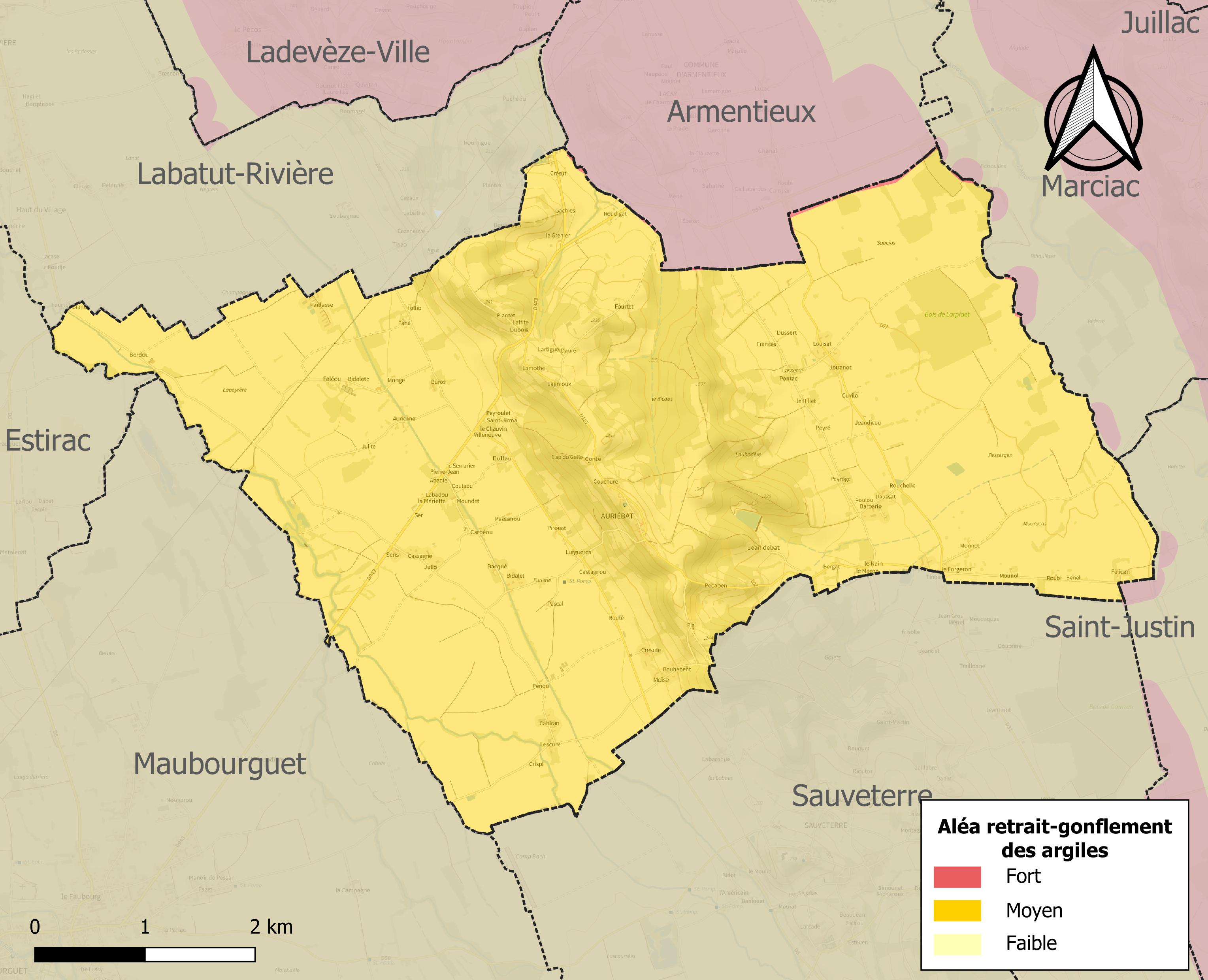
Carte des zones d'aléa retrait-gonflement des sols argileux d'Auriébat.

Les mouvements de terrains susceptibles de se produire sur la commune sont des tassements différentiels.
Le retrait-gonflement des sols argileux est susceptible d'engendrer des dommages importants aux bâtiments en cas d’alternance de périodes de sécheresse et de pluie. La totalité de la commune est en aléa moyen ou fort (44,5 % au niveau départemental et 48,5 % au niveau national). Sur les 153 bâtiments dénombrés sur la commune en 2019, 153 sont en aléa moyen ou fort, soit 100 %, à comparer aux 75 % au niveau départemental et 54 % au niveau national. Une cartographie de l'exposition du territoire national au retrait gonflement des sols argileux est disponible sur le site du BRGM,.
Par ailleurs, afin de mieux appréhender le risque d’affaissement de terrain, l'inventaire national des cavités souterraines permet de localiser celles situées sur la commune.
Concernant les mouvements de terrains, la commune a été reconnue en état de catastrophe naturelle au titre des dommages causés par des mouvements de terrain en 1999.

## Toponymie

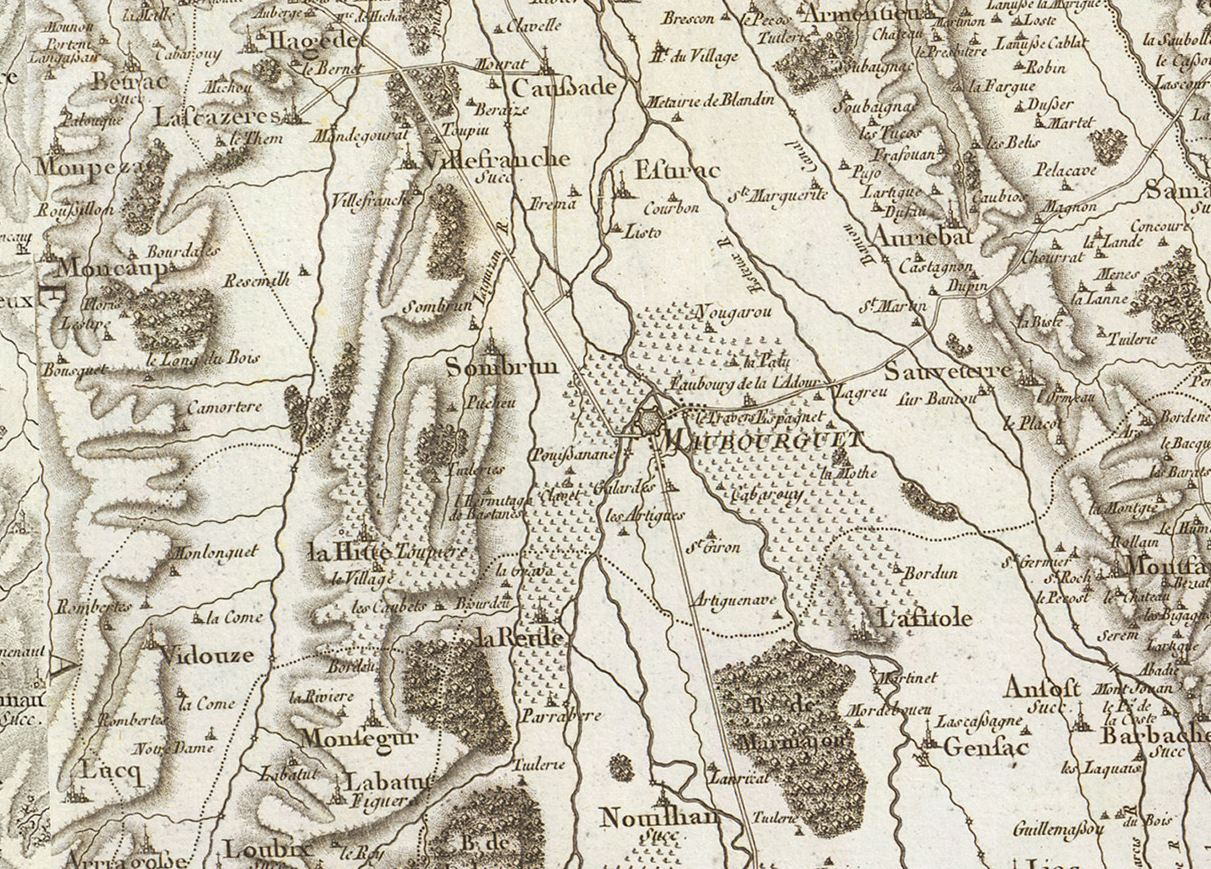
Extrait de la carte de Cassini (entre 1756 et 1789) situant Auriébat au nord est de Maubourguet

On trouvera les principales informations dans le Dictionnaire toponymique des communes des Hautes-Pyrénées de Michel Grosclaude et Jean-François Le Nail qui rapporte les dénominations historiques du village :
Dénominations historiques :
- Odo de Auriebat, latin et gascon (1095, cartulaire Saint-Pé) ;
- Auriabat, Auriabad, (XIIe siècle, cartulaires  de Bigorre) ;
- Auriabad, (1265, procès Bigorre) ;
- Auriabatum, latin (1300, enquête Bigorre) ;
- De Aurievalle, latin (1342, pouillé de Tarbes ; 1379, procuration Tarbes) ;
- Auriabat, (1738-1742, 1789, registres paroissiaux) ;
- Auriebat, (1743-1788, ibid.) ;
- Auriebat, (fin XVIIIe siècle, carte de Cassini).

Étymologie : très probablement Aurea vallis (= Val d’or).
Nom occitan : Auriavath.

## Histoire

### Cadastre napoléonien d'Auriébat
Le plan cadastral napoléonien d'Auriébat est consultable sur le site des Archives départementales des Hautes-Pyrénées.

## Politique et administration

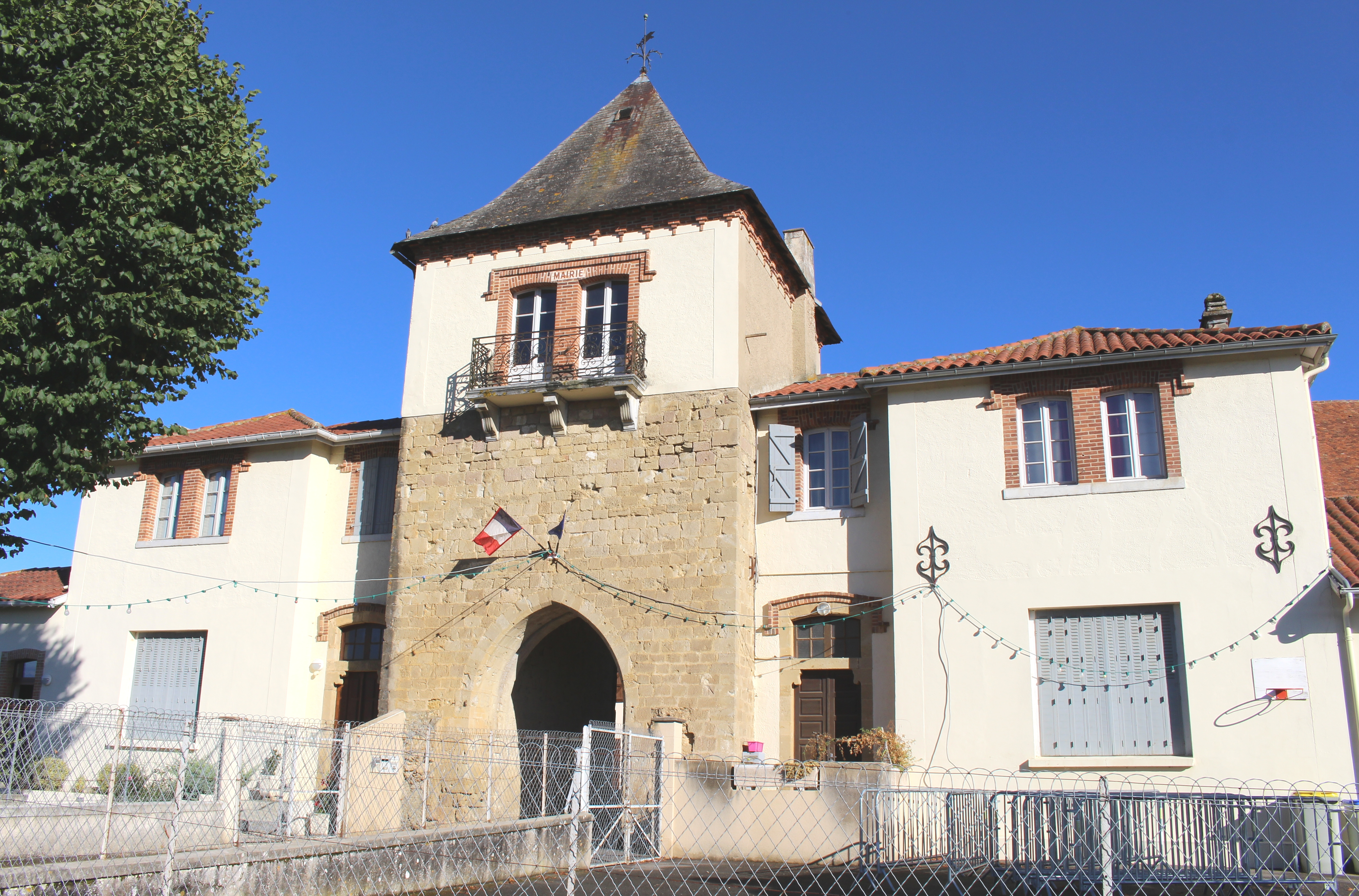
La mairie en 2016.

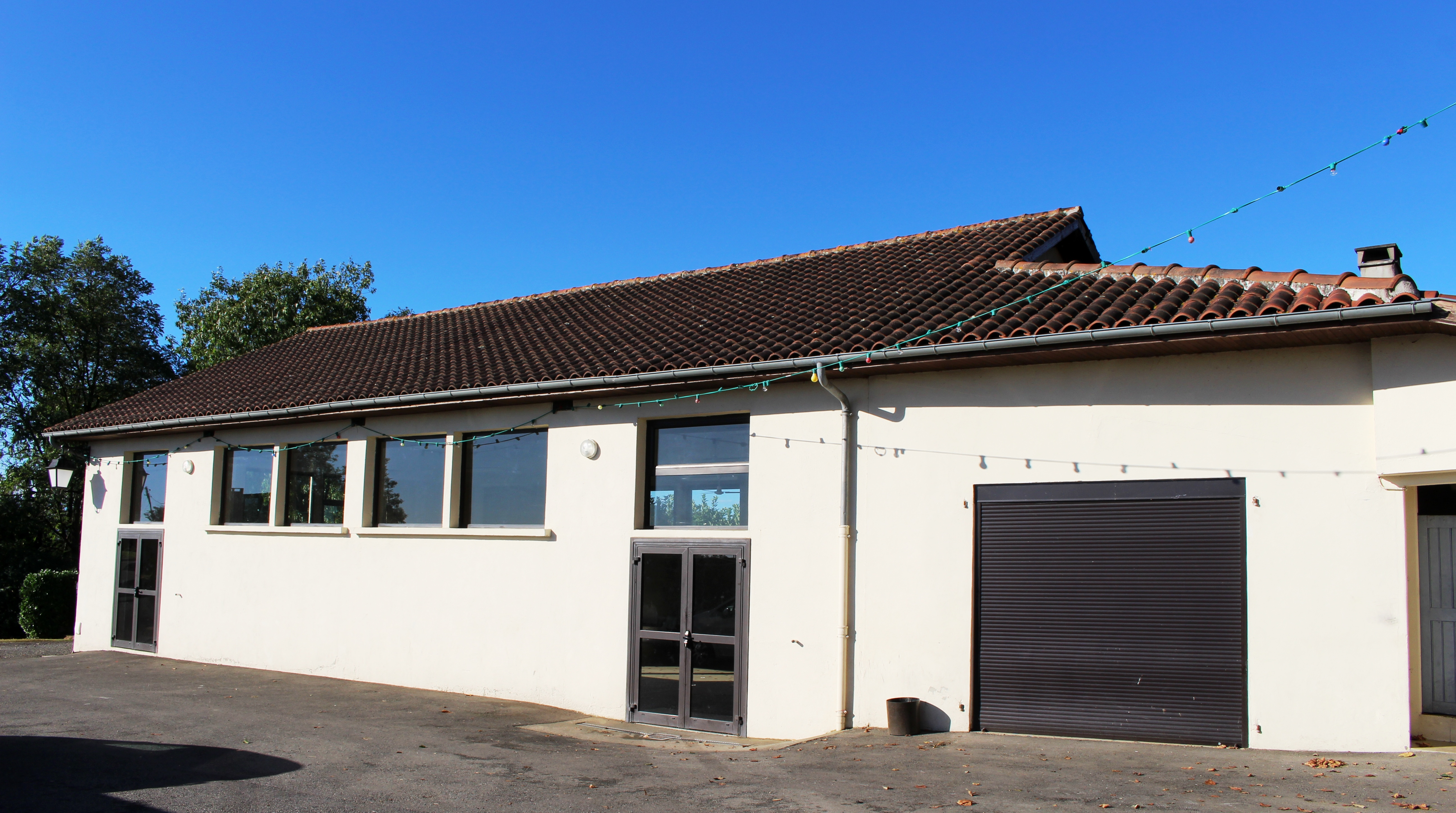
Le foyer rural en 2016.

### Liste des maires
| Période                                  | Période         | Identité              | Étiquette | Qualité |
| ---------------------------------------- | --------------- | --------------------- | --------- | ------- |
| Les données manquantes sont à compléter. |                 |                       |           |         |
|                                          |                 |                       |           |         |
| mars 1995                                | mars 2001       | Jean-Claude Tachousin |           |         |
| mars 2001                                | 25 octobre 2008 | Jean-Claude Brunet    |           |         |
| mars 2008                                | en cours        | Bernard Laquay        |           |         |

### Rattachements administratifs et électoraux

#### Historique administratif
Sénéchaussée de Lectoure, élection d'Armagnac, pays de Rivière-Basse, baronnie d' Auriébat, canton de Maubourguet (1790-2014).

#### Intercommunalité
Auriébat appartient à la communauté de communes Adour Madiran créée en janvier 2017 qui a la particularité de réunir 72 communes de Bigorre et Béarn.

## Population et société

### Démographie

#### Évolution démographique

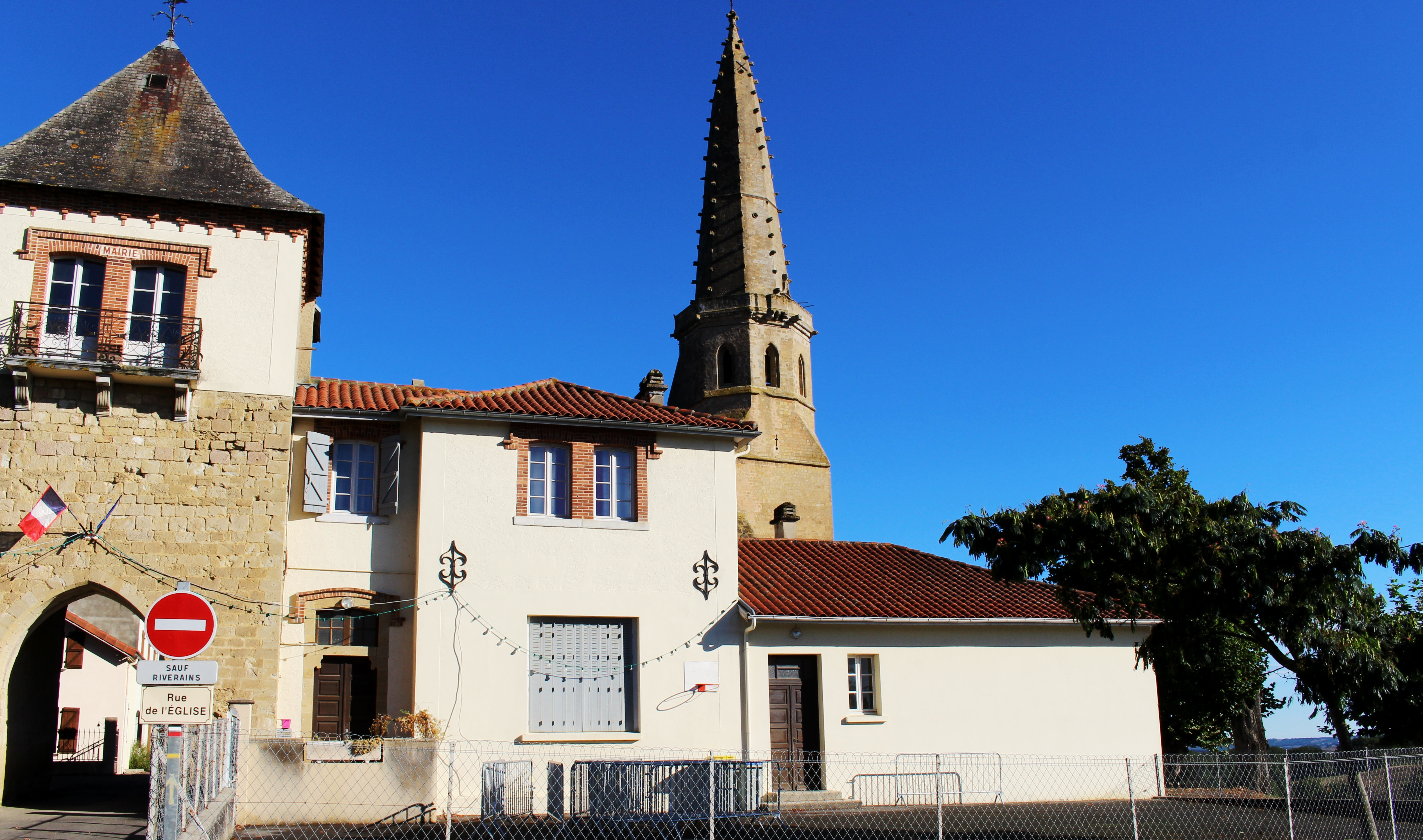
L’ancienne école en 2016.

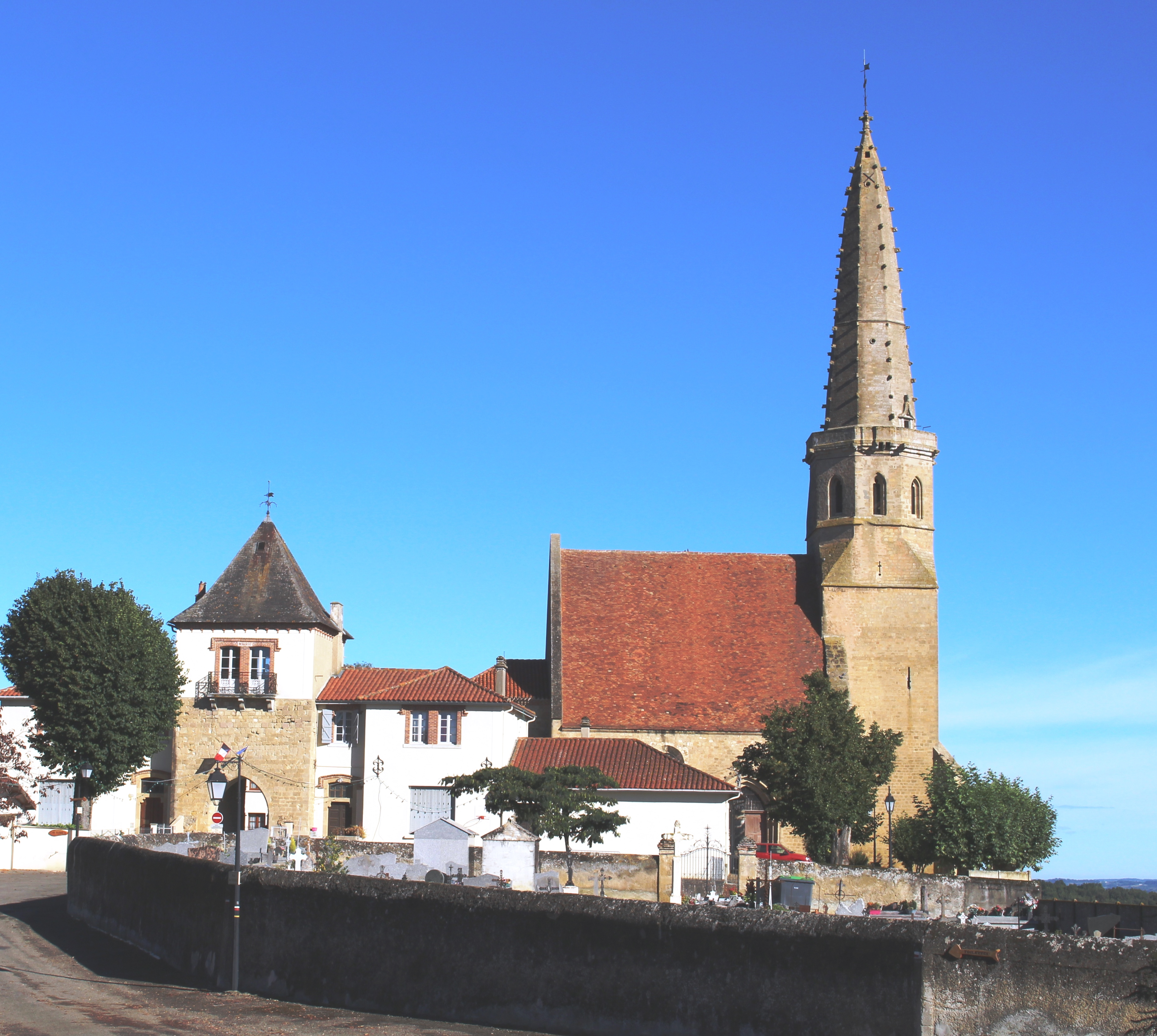
L'église de la Nativité-de-la-Sainte-Vierge.

| 1793  | 1800  | 1806  | 1821 | 1831  | 1836  | 1841  | 1846  | 1851  |
| ----- | ----- | ----- | ---- | ----- | ----- | ----- | ----- | ----- |
| 1 012 | 1 060 | 1 128 | 950  | 1 060 | 1 150 | 1 105 | 1 060 | 1 035 |

| 1856  | 1861  | 1866 | 1876 | 1881 | 1886 | 1891 | 1896 | 1901 |
| ----- | ----- | ---- | ---- | ---- | ---- | ---- | ---- | ---- |
| 1 054 | 1 004 | 955  | 903  | 837  | 815  | 723  | 696  | 645  |

| 1906 | 1911 | 1921 | 1926 | 1931 | 1936 | 1946 | 1954 | 1962 |
| ---- | ---- | ---- | ---- | ---- | ---- | ---- | ---- | ---- |
| 603  | 560  | 544  | 502  | 449  | 459  | 448  | 407  | 360  |

| 1968 | 1975 | 1982 | 1990 | 1999 | 2004 | 2006 | 2009 | 2014 |
| ---- | ---- | ---- | ---- | ---- | ---- | ---- | ---- | ---- |
| 312  | 262  | 270  | 257  | 290  | 292  | 296  | 288  | 256  |

| 2019 | 2022 | - | - | - | - | - | - | - |
| ---- | ---- | - | - | - | - | - | - | - |
| 241  | 239  | - | - | - | - | - | - | - |

Sélection de vues diverses
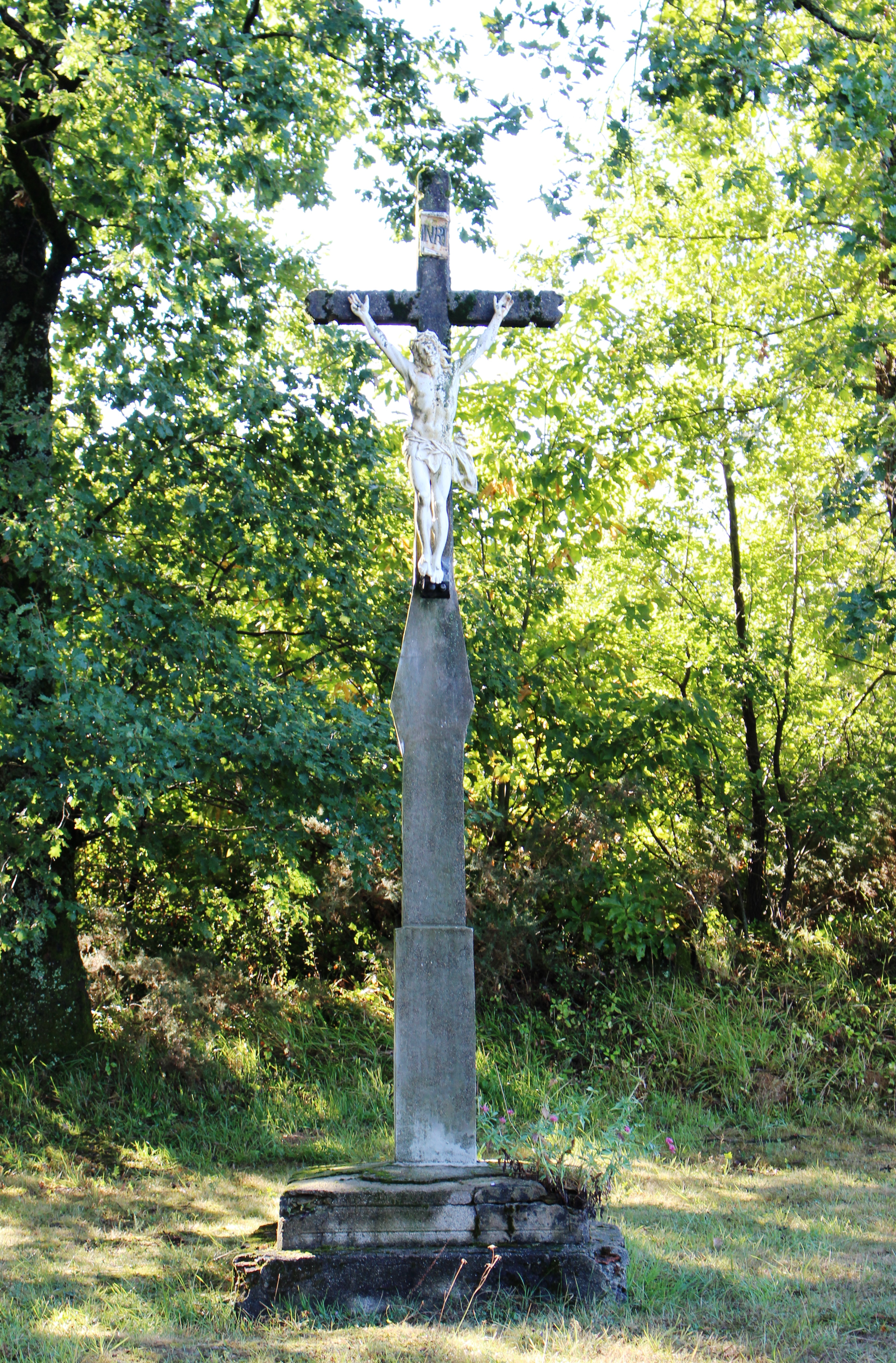
Une croix.
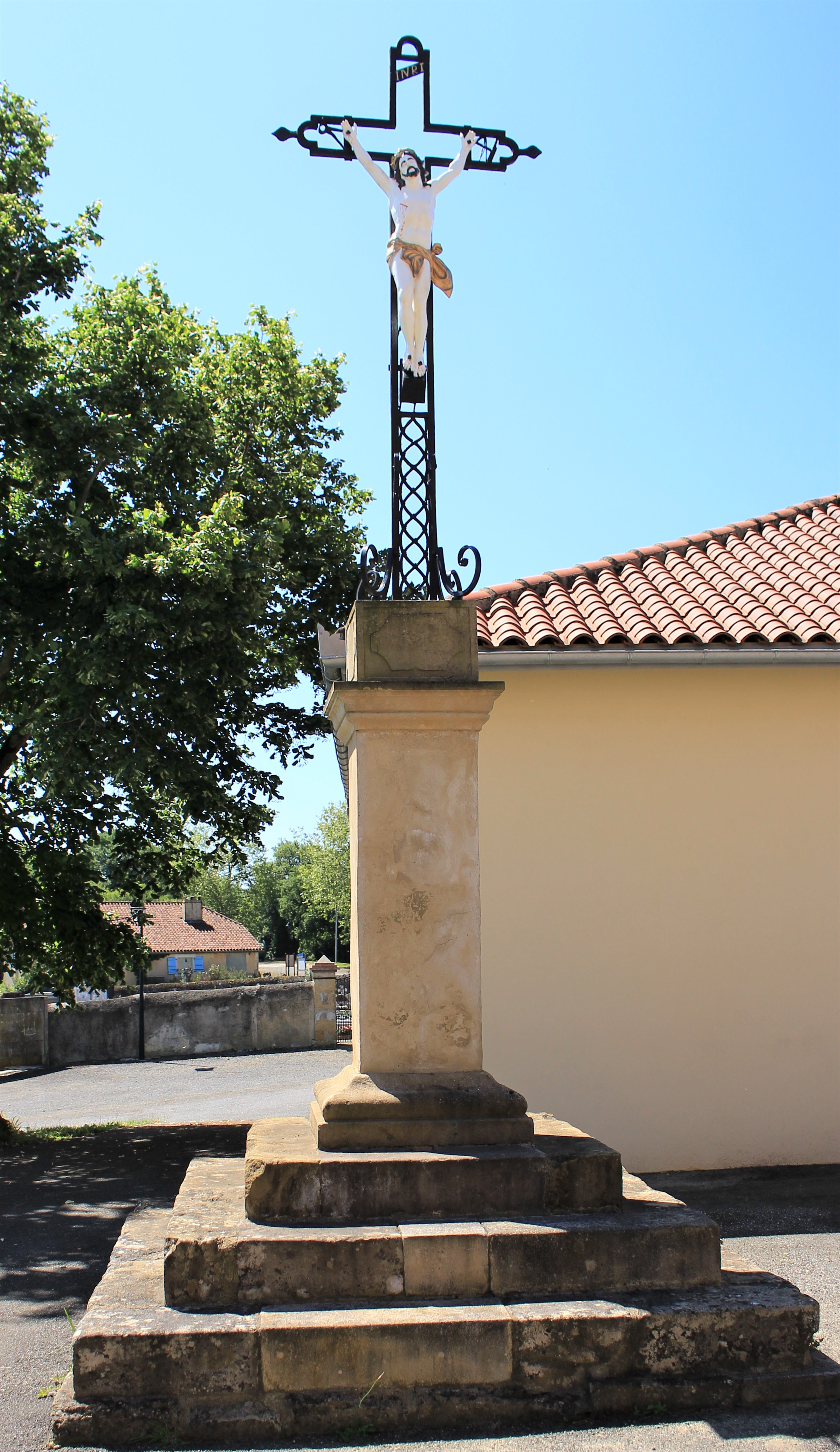
Une croix.
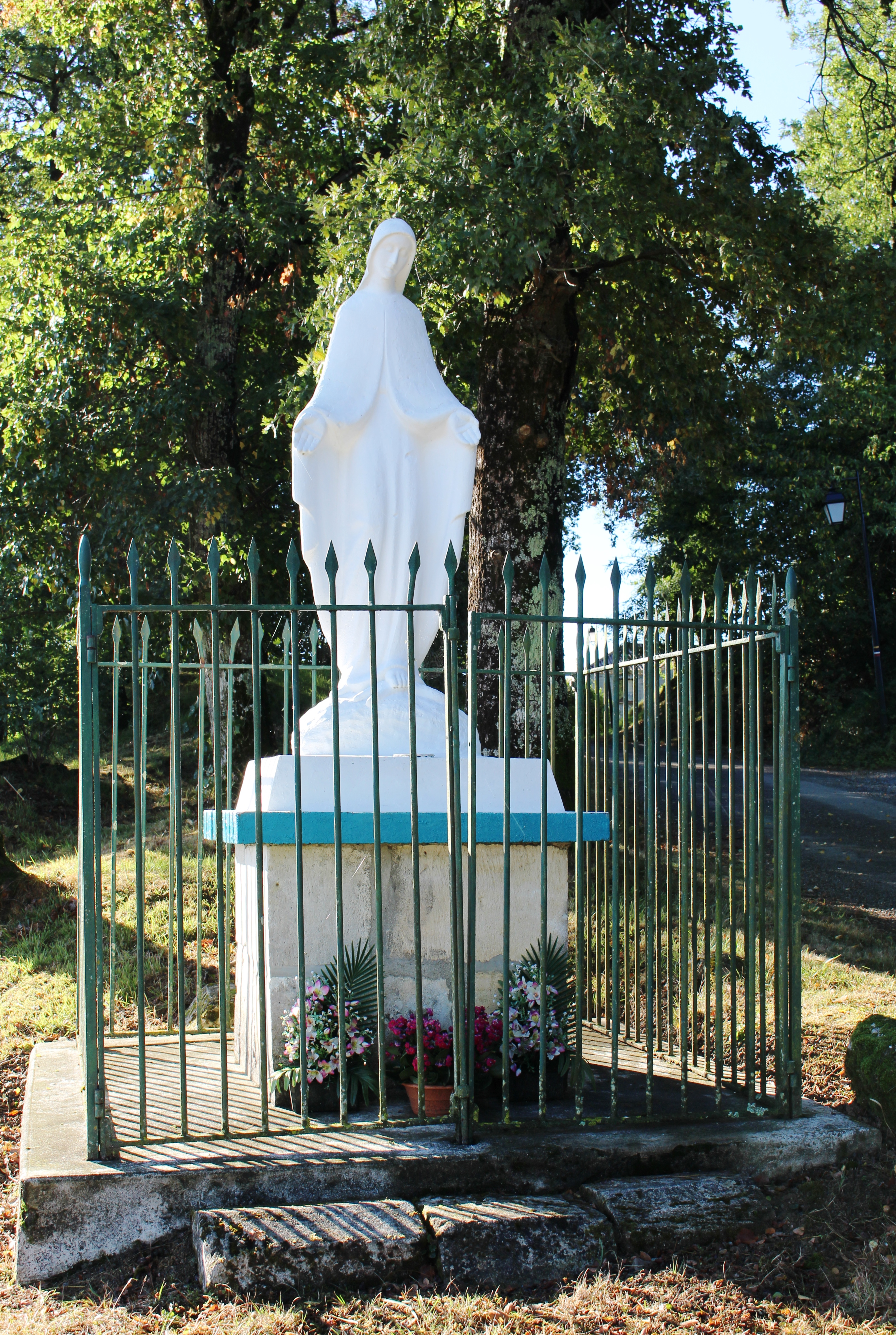
L'oratoire de l'Immaculée Conception.

### Enseignement
La commune dépend de l'académie de Toulouse. Elle ne dispose plus d'école en 2016.

## Économie

### Revenus
En 2018, la commune compte 108 ménages fiscaux, regroupant 247 personnes. La médiane du revenu disponible par unité de consommation est de 21 030 € (20 420 € dans le département).

### Emploi
|                | 2008  | 2013  | 2018  |
| -------------- | ----- | ----- | ----- |
| Commune        | 5,4 % | 7,5 % | 7,1 % |
| Département    | 7,7 % | 9,4 % | 9,8 % |
| France entière | 8,3 % | 10 %  | 10 %  |

En 2018, la population âgée de 15 à 64 ans s'élève à 143 personnes, parmi lesquelles on compte 78,7 % d'actifs (71,6 % ayant un emploi et 7,1 % de chômeurs) et 21,3 % d'inactifs,. Depuis 2008, le taux de chômage communal (au sens du recensement) des 15-64 ans est inférieur à celui de la France et du département.
La commune fait partie de la couronne de l'aire d'attraction de Maubourguet, du fait qu'au moins 15 % des actifs travaillent dans le pôle,. Elle compte 37 emplois en 2018, contre 40 en 2013 et 40 en 2008. Le nombre d'actifs ayant un emploi résidant dans la commune est de 106, soit un indicateur de concentration d'emploi de 35,1 % et un taux d'activité parmi les 15 ans ou plus de 54 %.
Sur ces 106 actifs de 15 ans ou plus ayant un emploi, 31 travaillent dans la commune, soit 30 % des habitants. Pour se rendre au travail, 86,7 % des habitants utilisent un véhicule personnel ou de fonction à quatre roues, 5,7 % s'y rendent en deux-roues, à vélo ou à pied et 7,6 % n'ont pas besoin de transport (travail au domicile).

## Culture locale et patrimoine

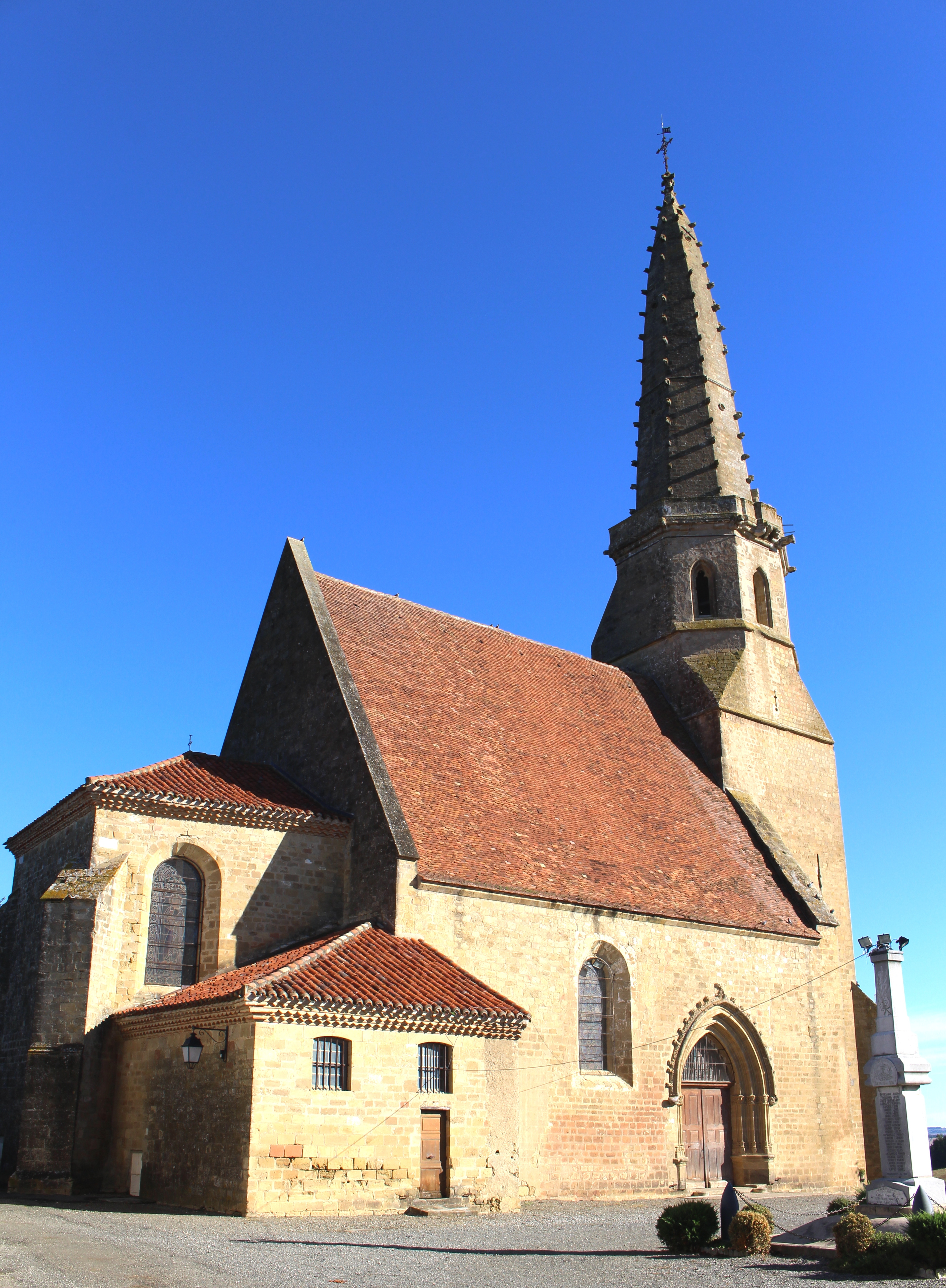
L'église de la Nativité-de-la-Sainte-Vierge en 2016.

### Lieux et monuments

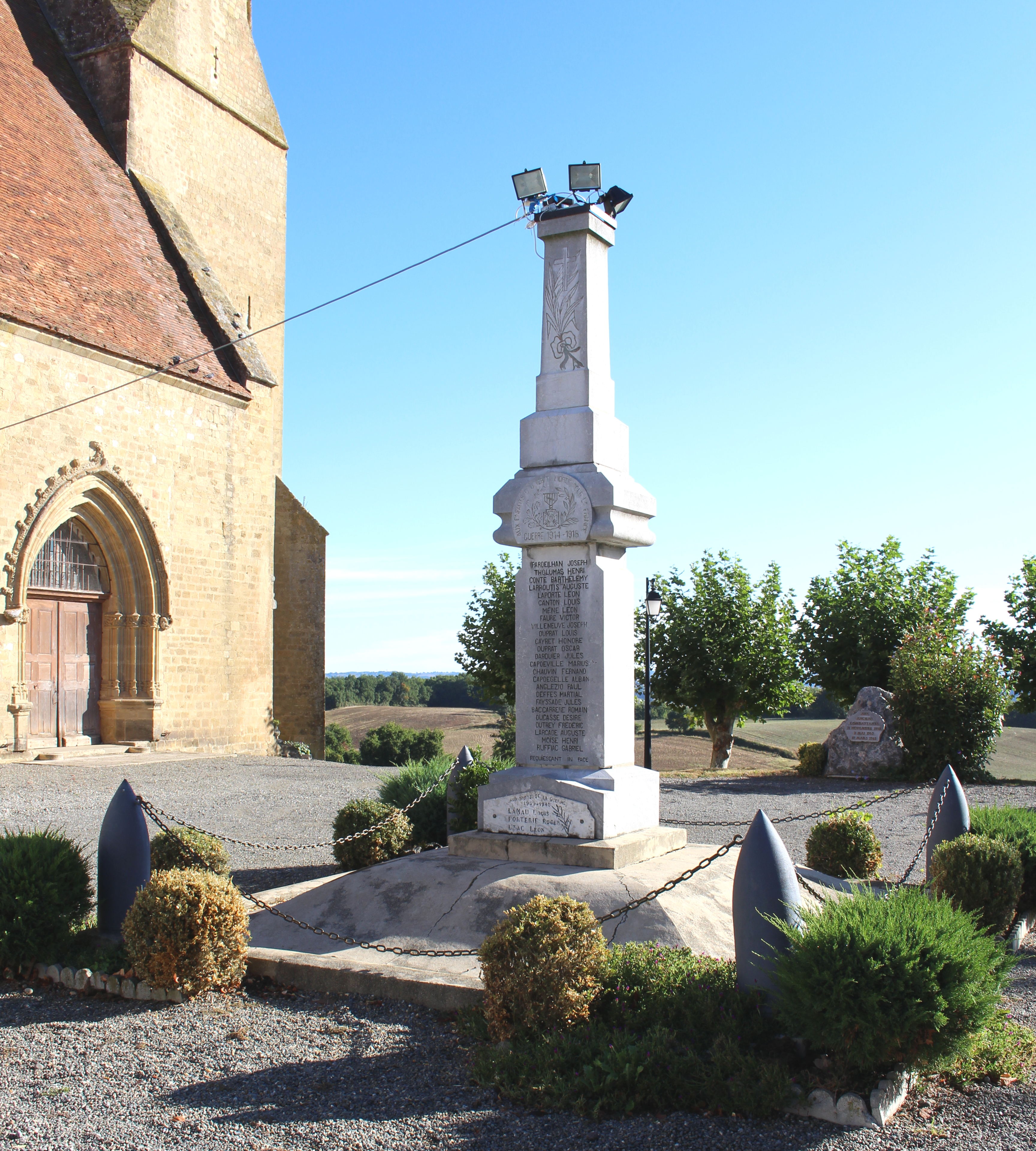
Le monument aux morts municipal.

- Église de la Nativité-de-la-Sainte-Vierge d'Auriébat, qui est inscrite aux monuments historiques.
- L'oratoire de l'Immaculée Conception.

### Héraldique
| Blason | Blasonnement : D'or aux trois épées basses de gueules, rangées en fasce, celle du milieu plus grande |